# گل بی‌صبر
گل بی‌صبر (نام علمی: Impatiens noli-tangere) نام یک گونه از سرده گل بی‌صبر است.

## نگارخانه

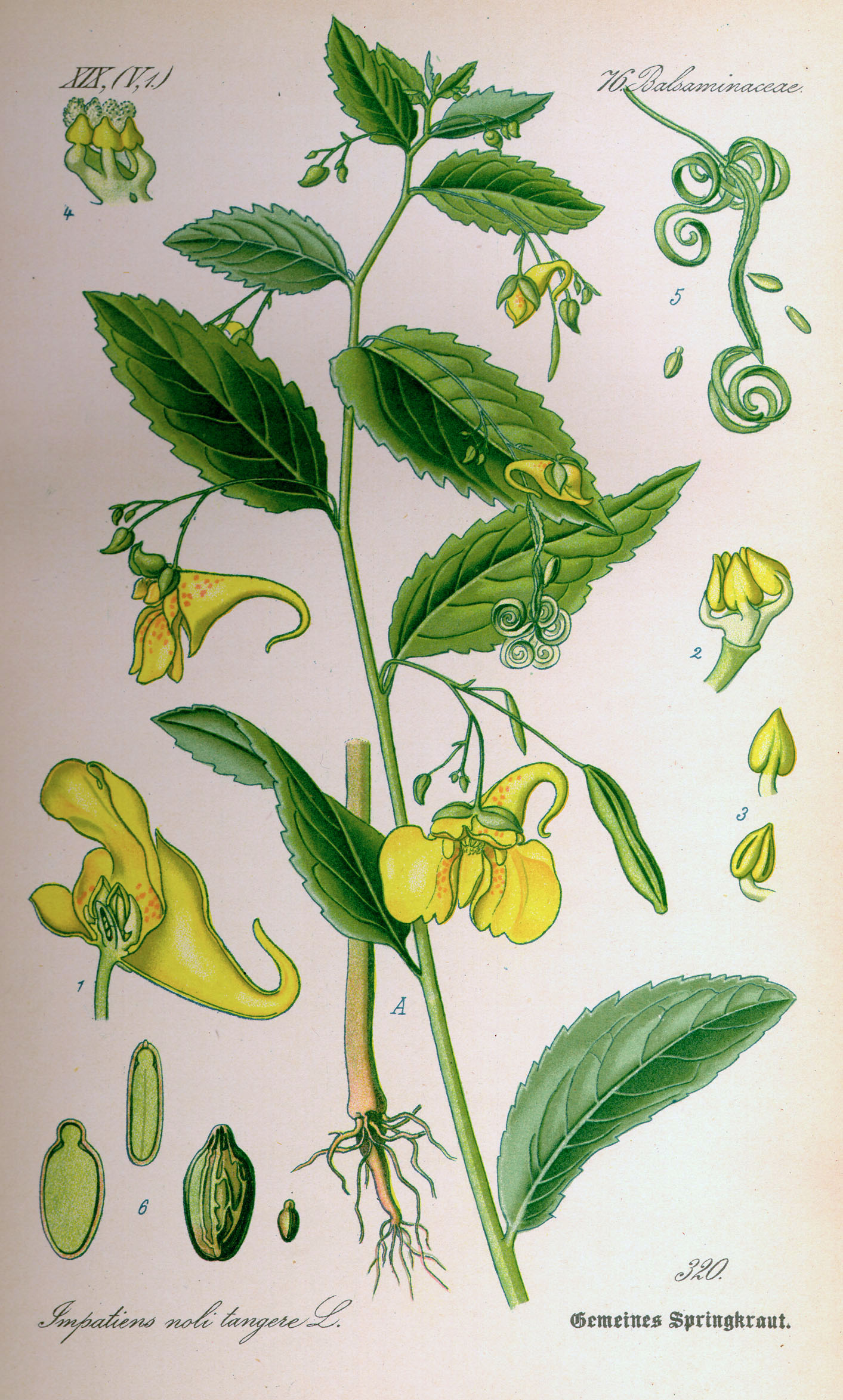
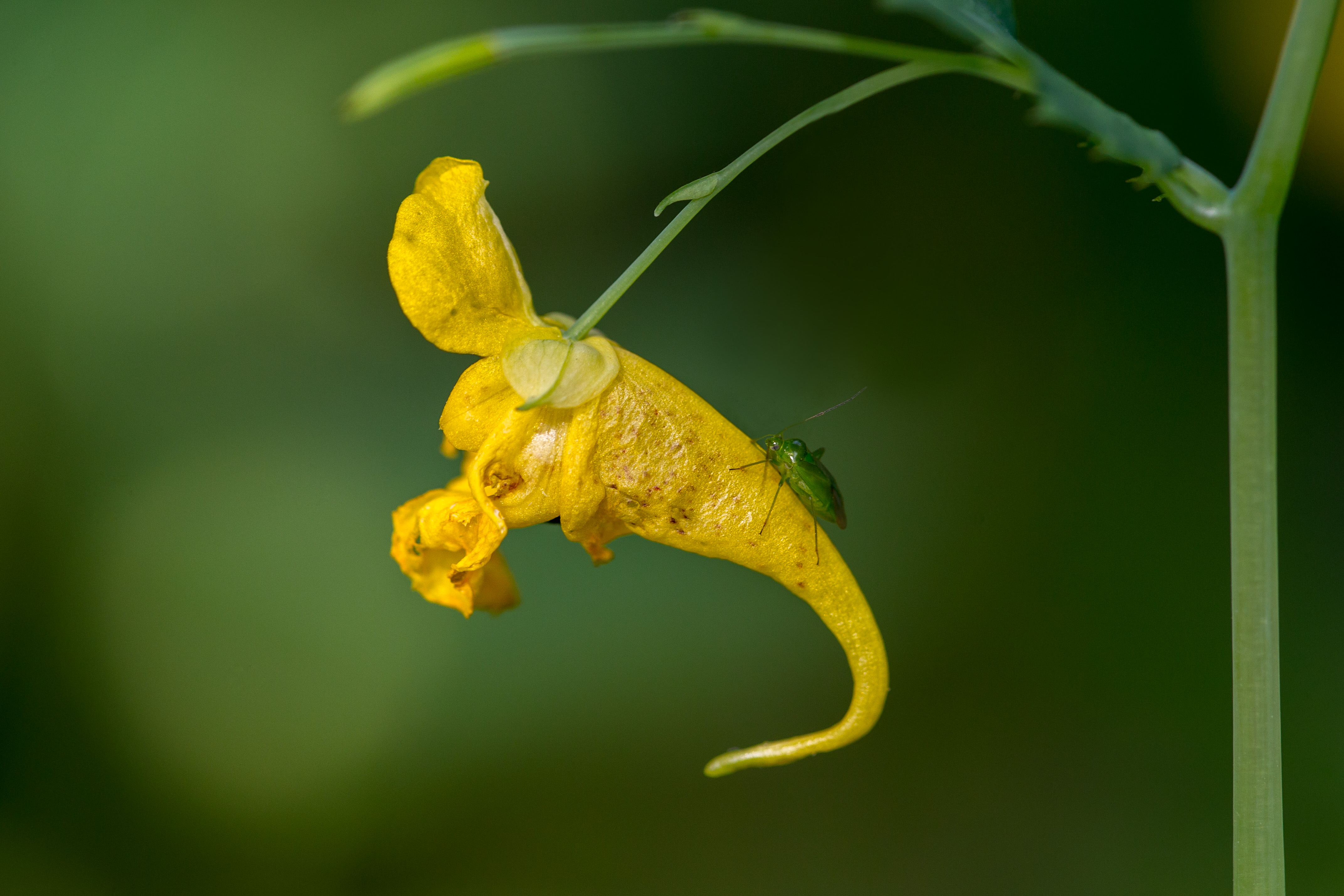